# Peter Wagner (muzyk)
Peter "Peavy" Wagner (ur. 22 grudnia 1964 w Herne) – niemiecki kompozytor, basista i wokalista; twórca i lider zespołu Rage. Swoją karierę zaczynał w grupie Mekong Delta. W roku 1983 założył zespół Avenger, który po trzech latach zmienił nazwę na Rage. 

## Dyskografia
z Rage
Wszystkie płyty.
z Avenger
- Prayers of Steel(LP) (1984)
- Depraved to Black (EP) (1985)

z Mekong Delta
- Mekong Delta (1985)
- The Music Of Erich Zann (1986)

z Bassinvaders
- Hellbassbeaters (2008)

z Lingua Mortis Orchestra
- LMO (2013)

### Gościnne występy
- X-mas Project (1985)
- German Rock Project – Let Love Conquer The World (1989)
- Axel Rudi Pell – Black Moon Pyramid (gitara basowa w utworze: 2) (1996)
- GB ARTS – The Lake (śpiew) (2000)
- Victor Smolski:

The Heretic (gitara basowa, śpiew) (2000)
Majesty & Passion (gitara basowa w utworze: 10) (2004)
- Mob Rules – Hollowed Be Thy Name (2002)
- Darksun:

El lado oscuro (śpiew w utworze: 12) (2006)
The Dark Side (śpiew w utworze: 6) (2007)
Memento Mori (2012)
- Destruction:

Inventor of Evil (2005)
The Curse of the Antichrist - Live in Agony (2009)
A Savage Symphony - The History of Annihilation (2010)
- Nuclear Blast Allstars – Into the Light (śpiew w utworze: 2) (2007)
- Markus Grosskopfs – Bassinvaders (2008)
- The Arrow – Lady Nite (śpiew w utworze: 6) (2008)
- Crowmatic – 13th Room (śpiew w utworze: 3) (2014)
- Overwind – Level Complete (śpiew w utworze: 6) (2015)